# Ернст Гертер
Ернст Густав Гертер (Хертер; нім. Ernst Gustav Herter; 14 травня 1846, Берлін - 21 грудня 1917, Берлін) - німецький скульптор.

## Біографія
Народився 1846 року в Берліні. Навчався там же, в Академії мистецтв у Блезера та Вольфа (обидва були учнями Рауха). З 1869 працював як самостійний скульптор. У 1875 році здійснив освітню поїздку до Італії. Надалі був професором та дійсним членом Берлінської академії мистецтв.
Однією з найвідоміших робіт Гертера є статуя «Ахіллес, що вмирає» (1884). Ця скульптура була придбана імператрицею Австрії і стала центральним елементом парку її палацу Ахілліон на острові Корфу, Греція, де знаходиться і досі. Авторське повторення цієї скульптури прикрашає площу польського міста Ельблонг.
Другою відомою роботою Гертера стала статуя Гермеса, замовлена в подарунок австрійській імператриці її чоловіком, і назва вибудованої у Відні віллі Гермес.
Також Гертером був створений фонтан-пам'ятник Генріху Гейне, також відомий як «Фонтан Лорелеї». Ця робота була відкинута німецьким урядом через суперечливе ставлення до творчості Гейне на той час. У результаті, фонтан був викуплений містом Нью-Йорком і 1899 встановлено в Бронксі, причому Гертер був присутній на відкритті.
Незважаючи на численні випадки вандалізму, Фонтан Лорелеї зберігся до наших днів.
Помер Гертер у 1917 році в Берліні.

## Галерія

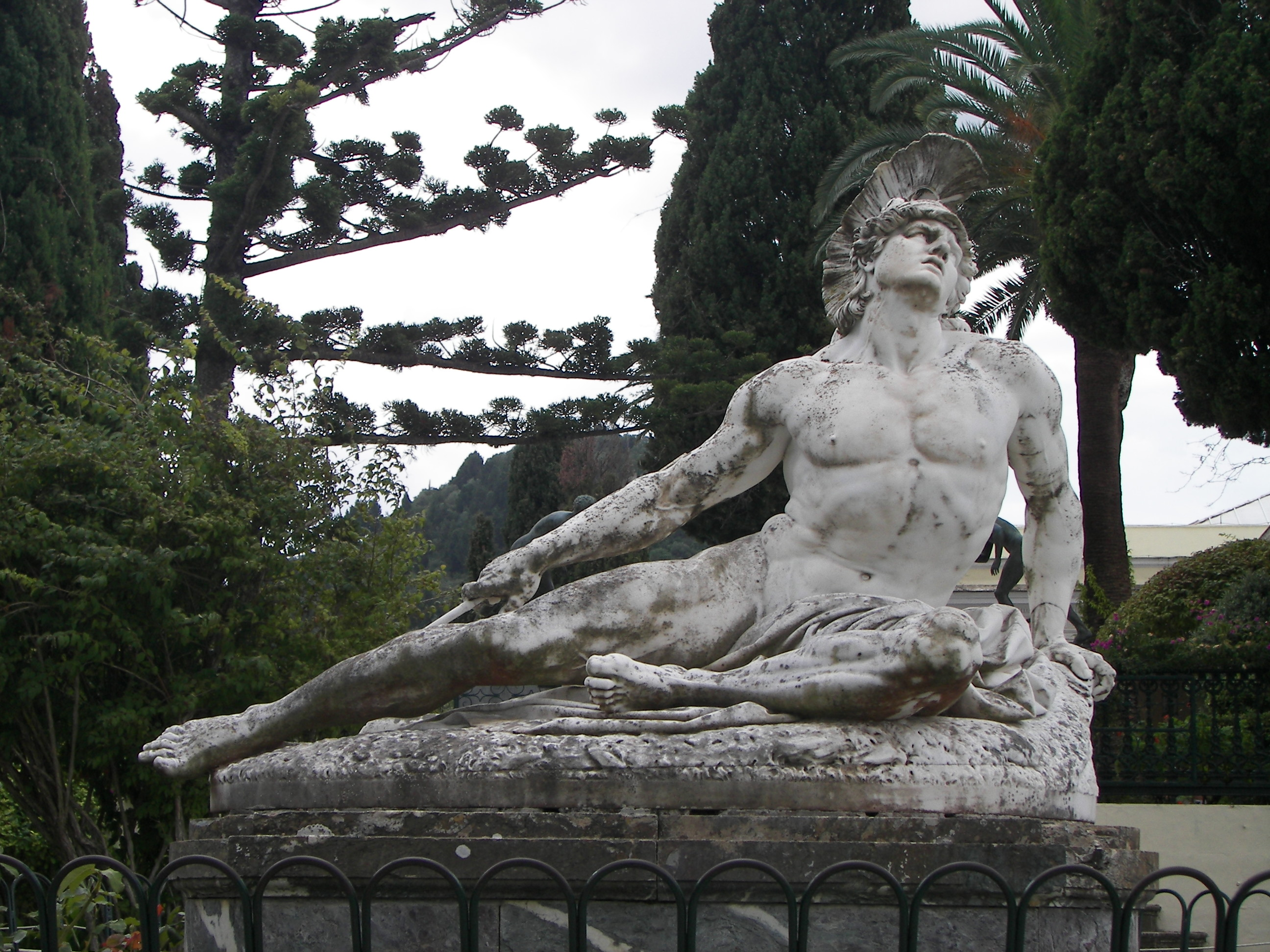
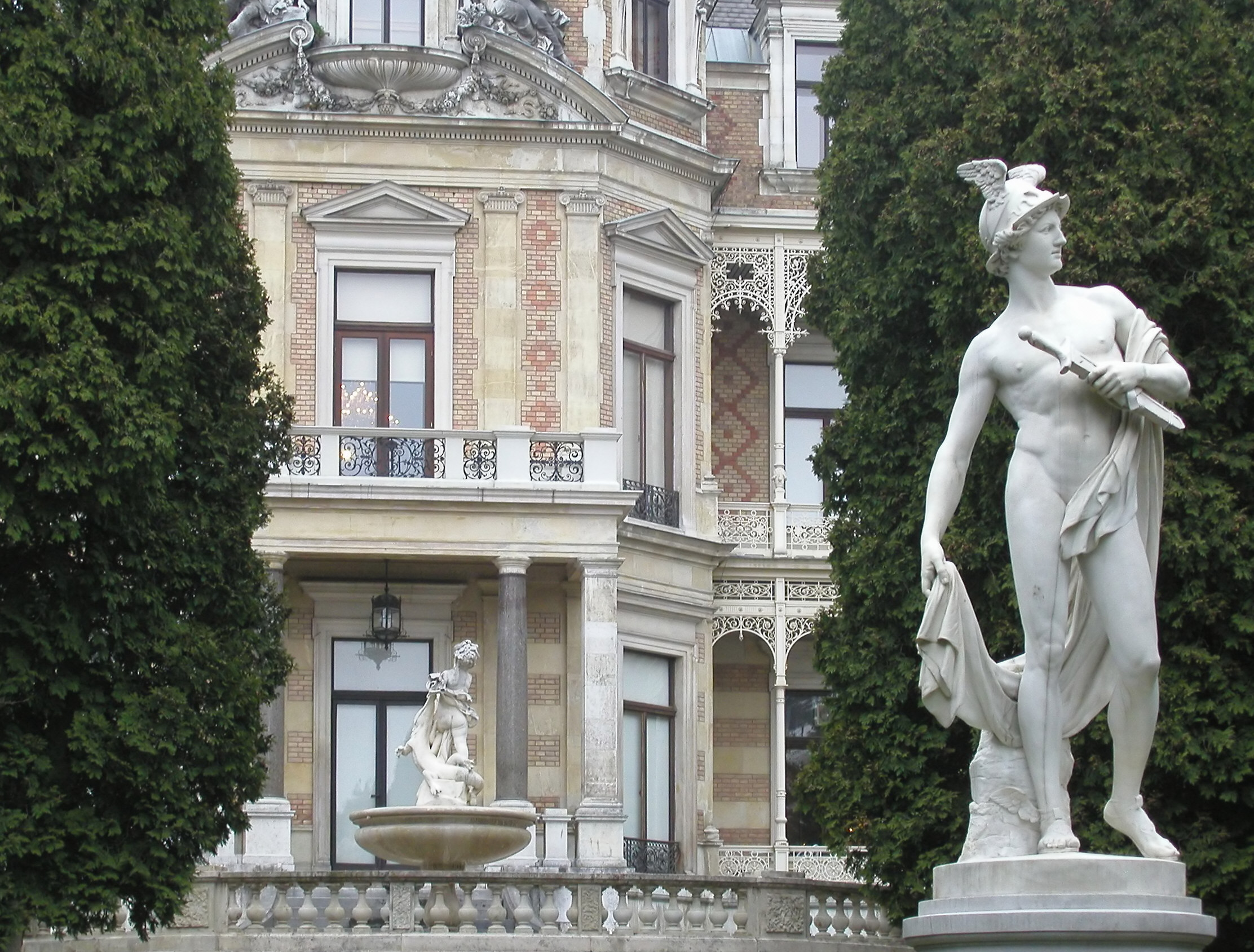
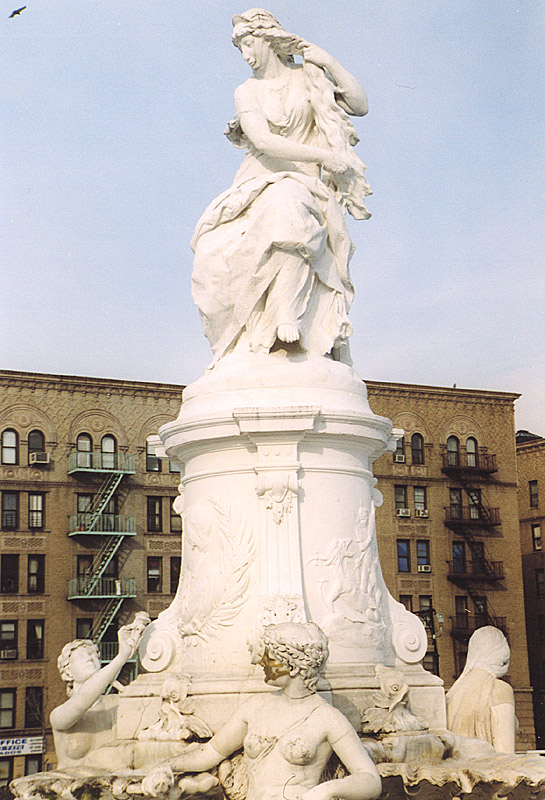
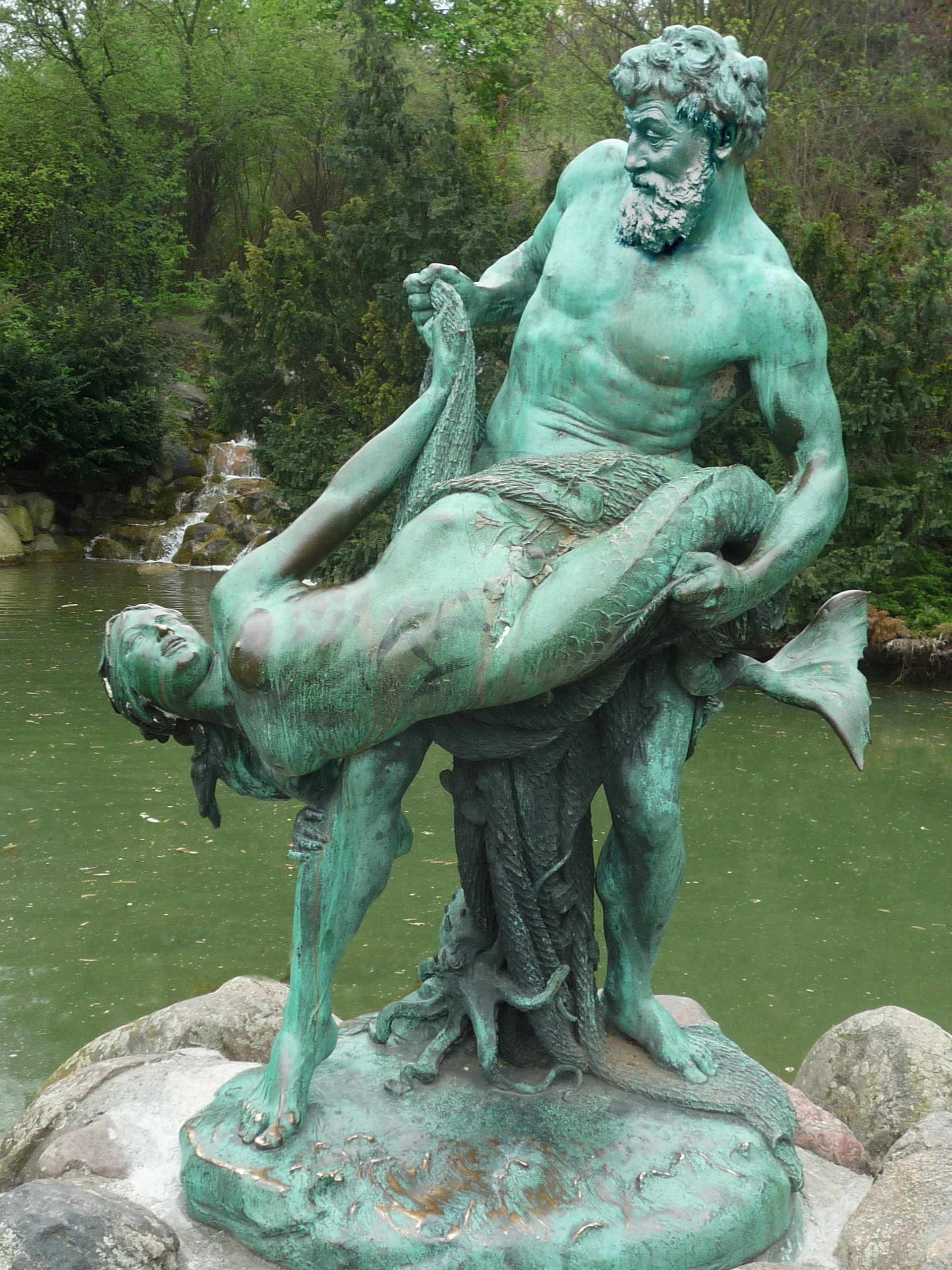
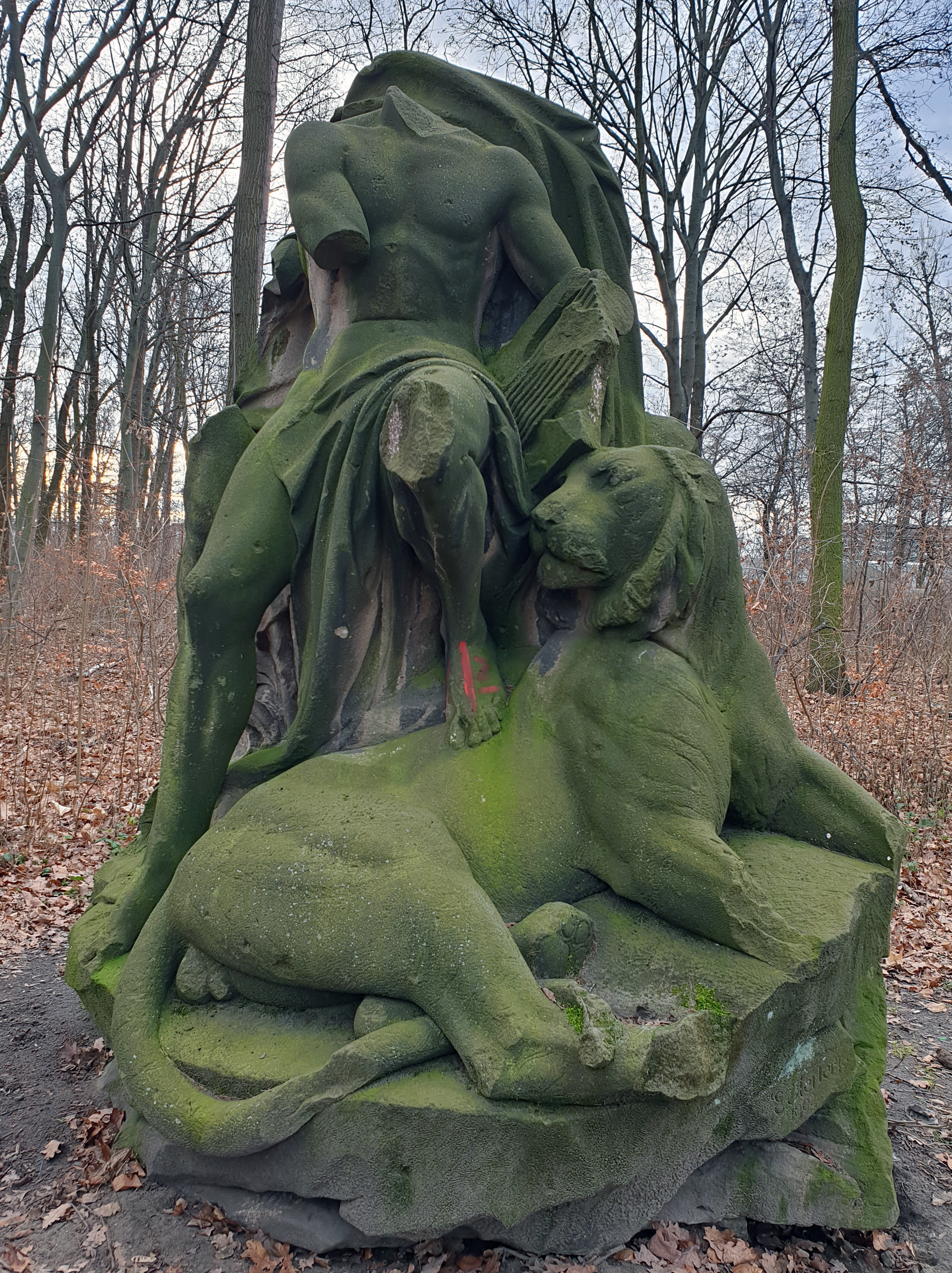
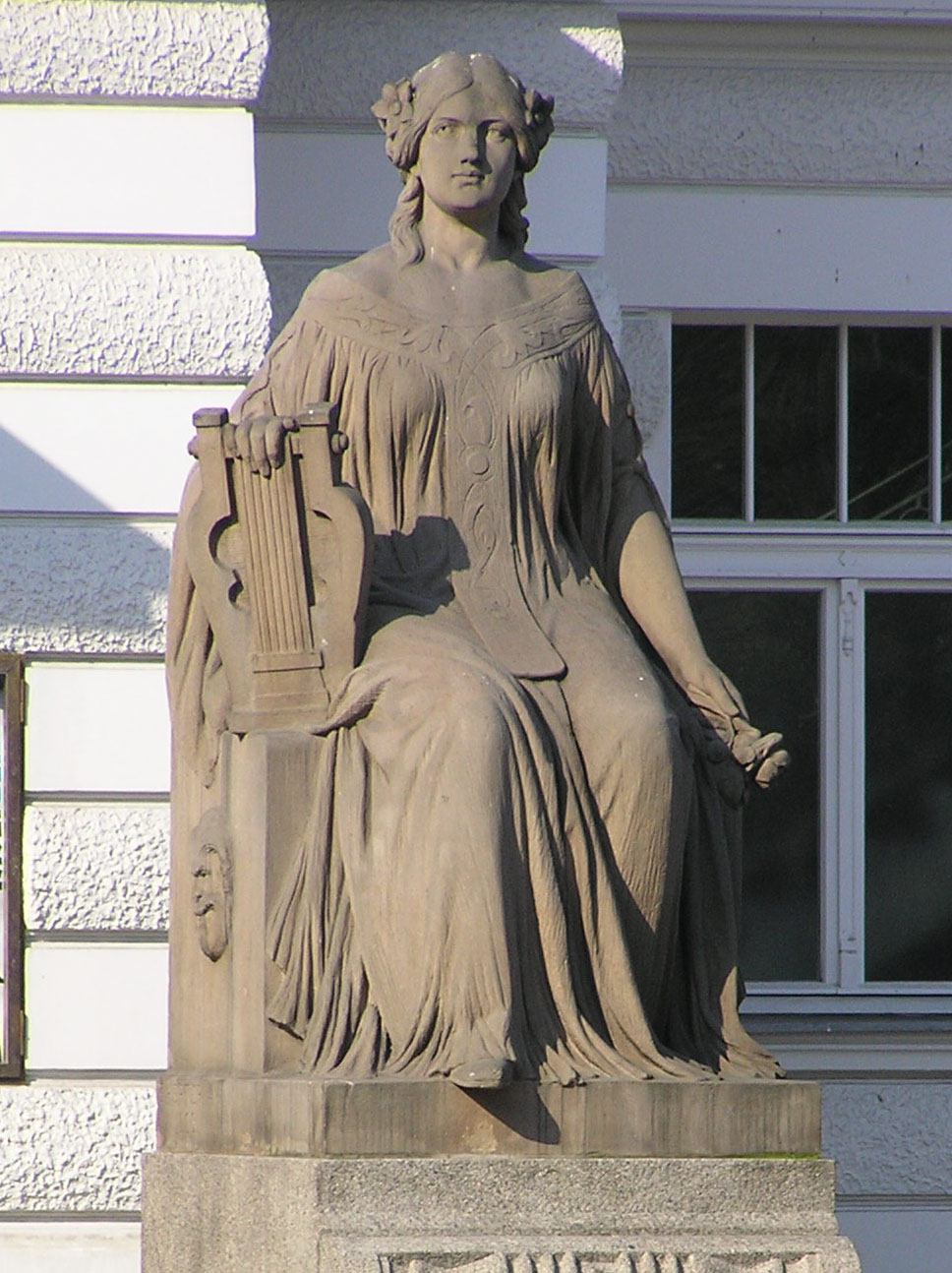
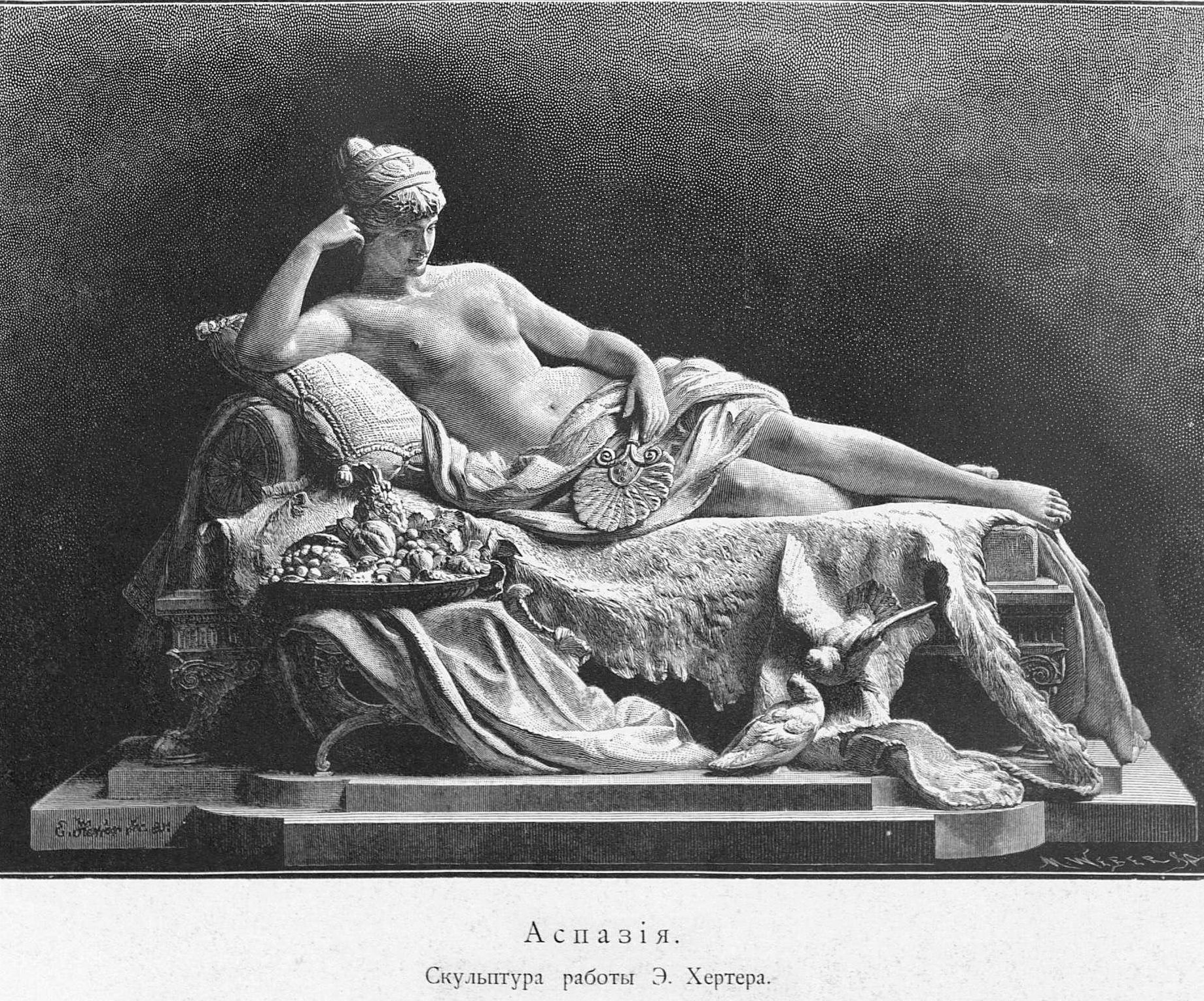
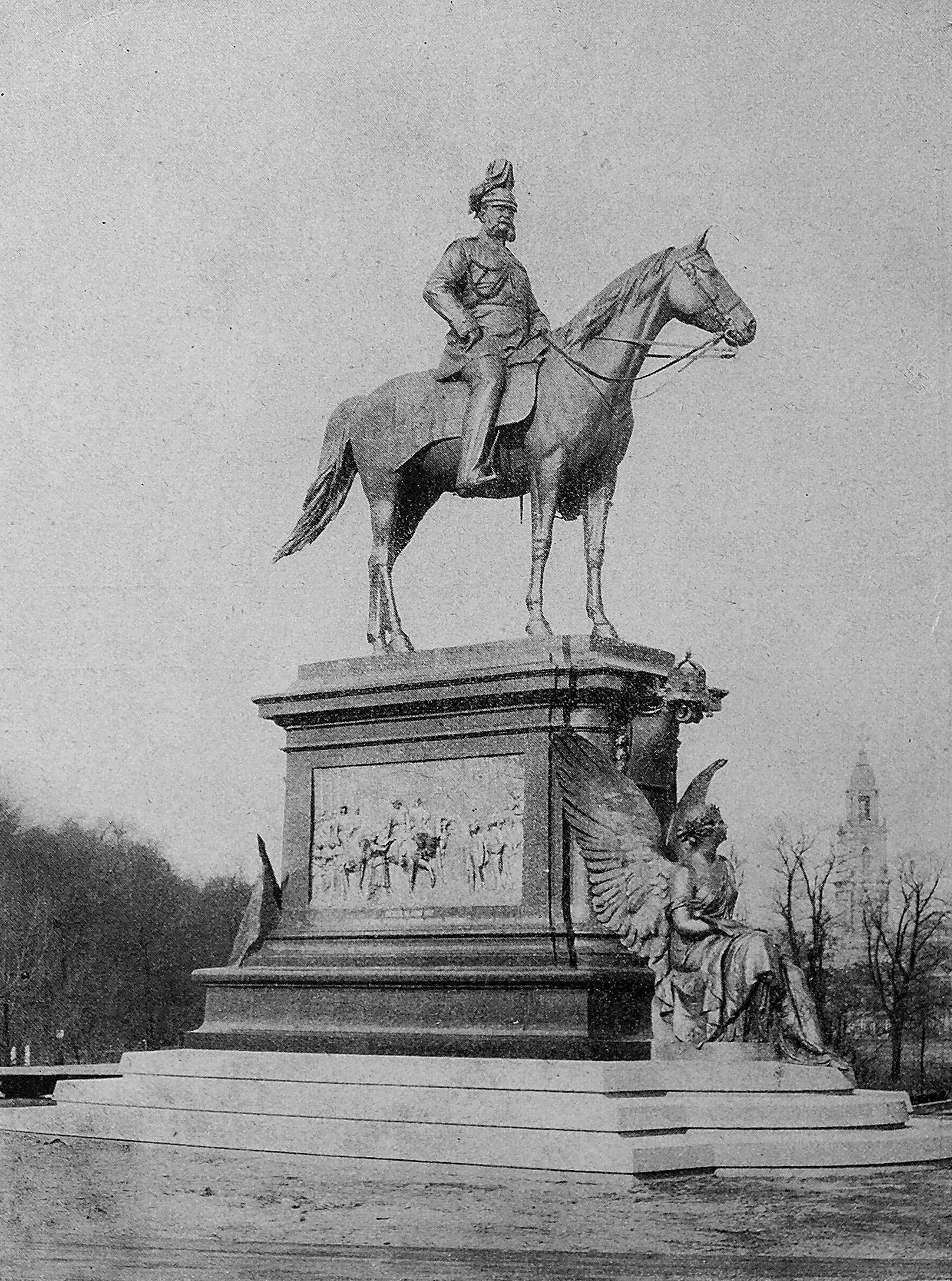
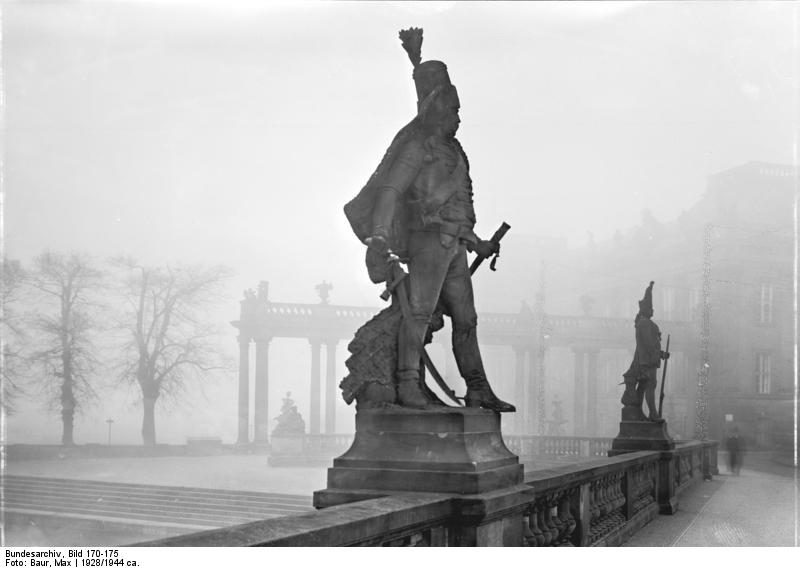
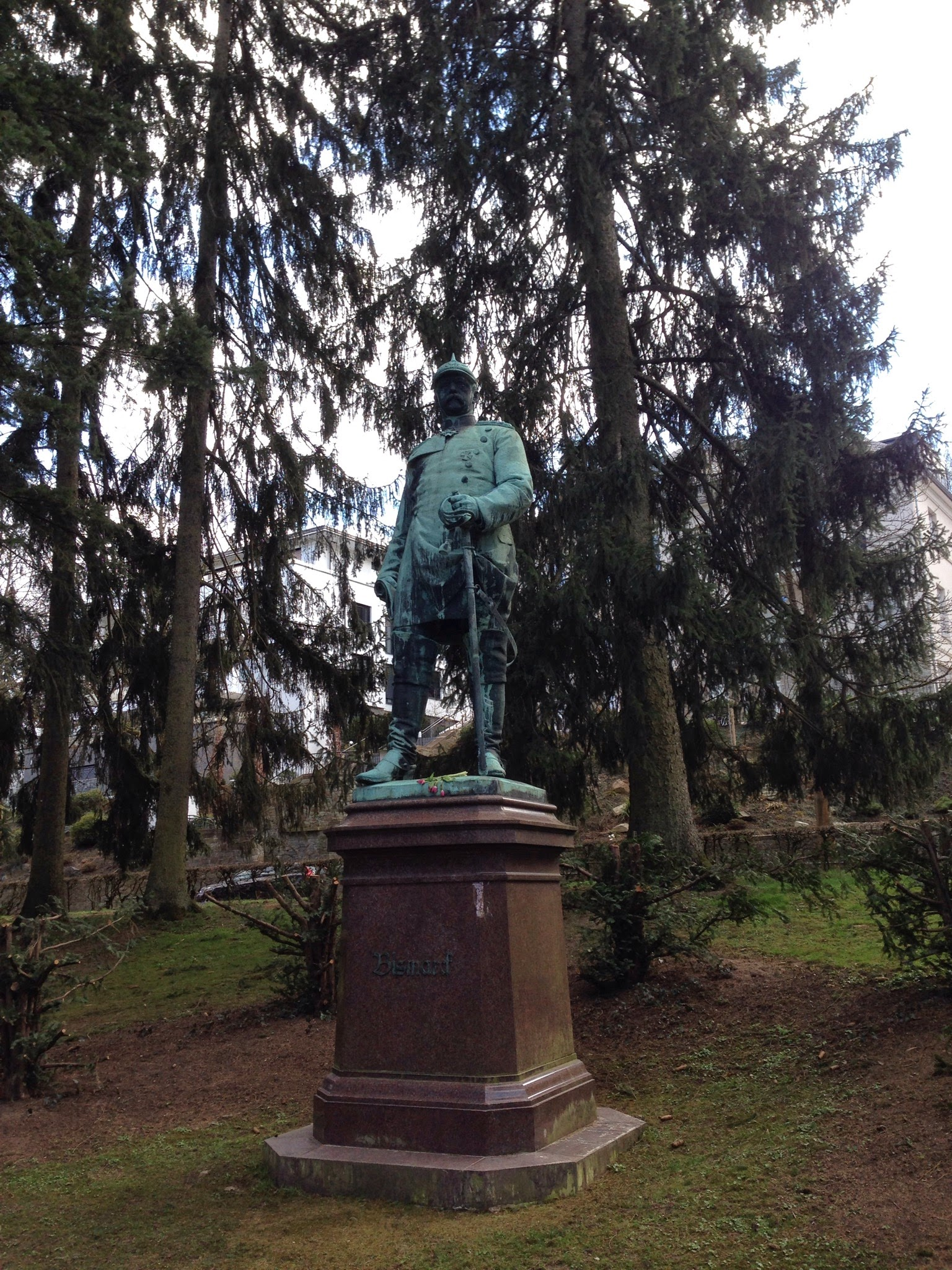